# 마시멜로 실험
스탠포드 마시멜로 실험(Stanford marshmallow experiment) 줄여서 마시멜로 실험은 아이에게 마시멜로 하나를 주고 15분 동안 먹지 않으면 하나를 더 주겠다고 한 뒤 아이가 못 참고 먹는지 아니면 끝까지 참아내는지를 관찰하는 실험이다. 1972년 스탠포드 대학의 교수인 심리학자 월터 미셸(Walter Mischel)이 '만족스러운 지연'을 연구하기 위해 수행하였다. 이 연구에서, 어린이는 하나의 작지만 즉각적인 보상과 그리고 일정 기간 동안 기다렸다면 그 2배의 보상 중에서 선택할 수 있다. 이 시간 동안 연구원은 약 15 분 동안 방을 떠났다가 다시 돌아 왔을 때  보상으로 마시멜로를 한 개 더 받았다. 후속 연구에서 연구원들은 SAT 점수, 교육 성취도, 기타 생활 대책에서 원래 연구보다 10 배가 넘는 더 다양한 표본 모집단을 사용한 복제 시도는 원래 연구의 효과의 절반에 불과했다. 복제는 의지력보다는 경제 배경이 나머지 절반을 설명했다고 제안했다.

## 같이 보기
- 역할수행이론